# Tetraponera grandidieri
Tetraponera grandidieri är en myrart som först beskrevs av Auguste-Henri Forel 1891.  Tetraponera grandidieri ingår i släktet Tetraponera och familjen myror.

## Underarter
Arten delas in i följande underarter:
- T. g. grandidieri
- T. g. hildebrandti
- T. g. variegata

## Bildgalleri

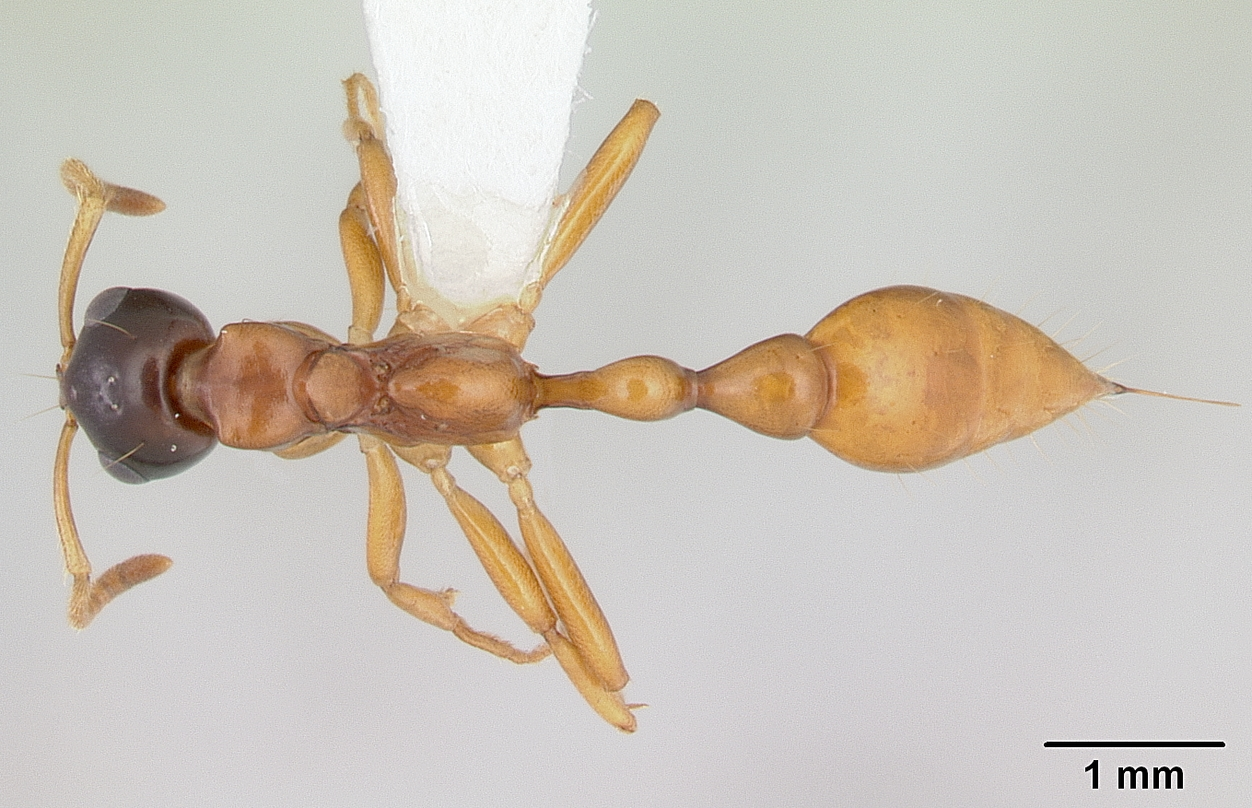
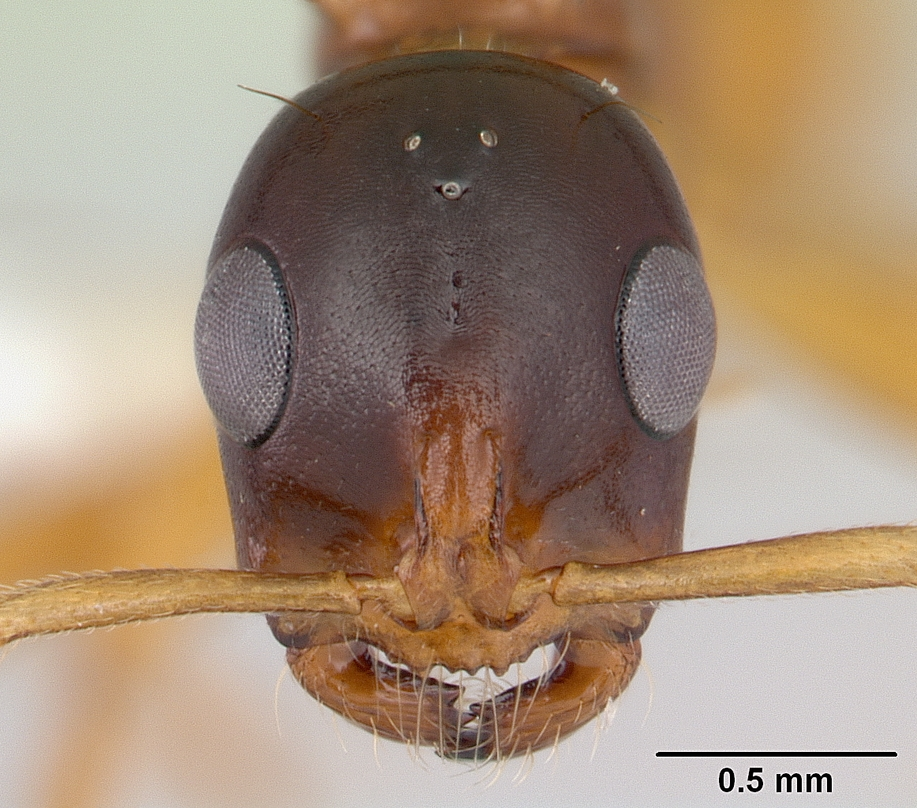
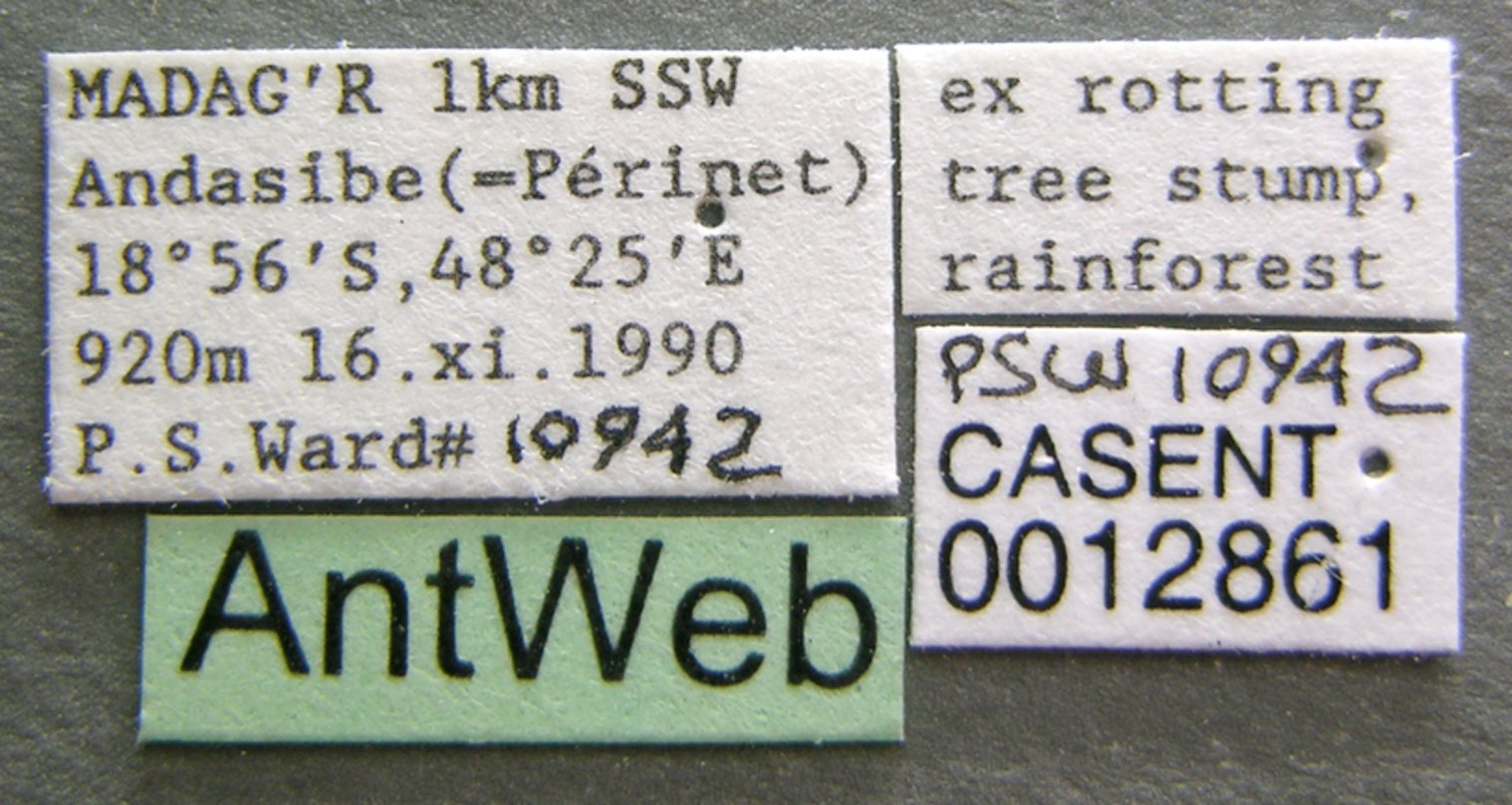
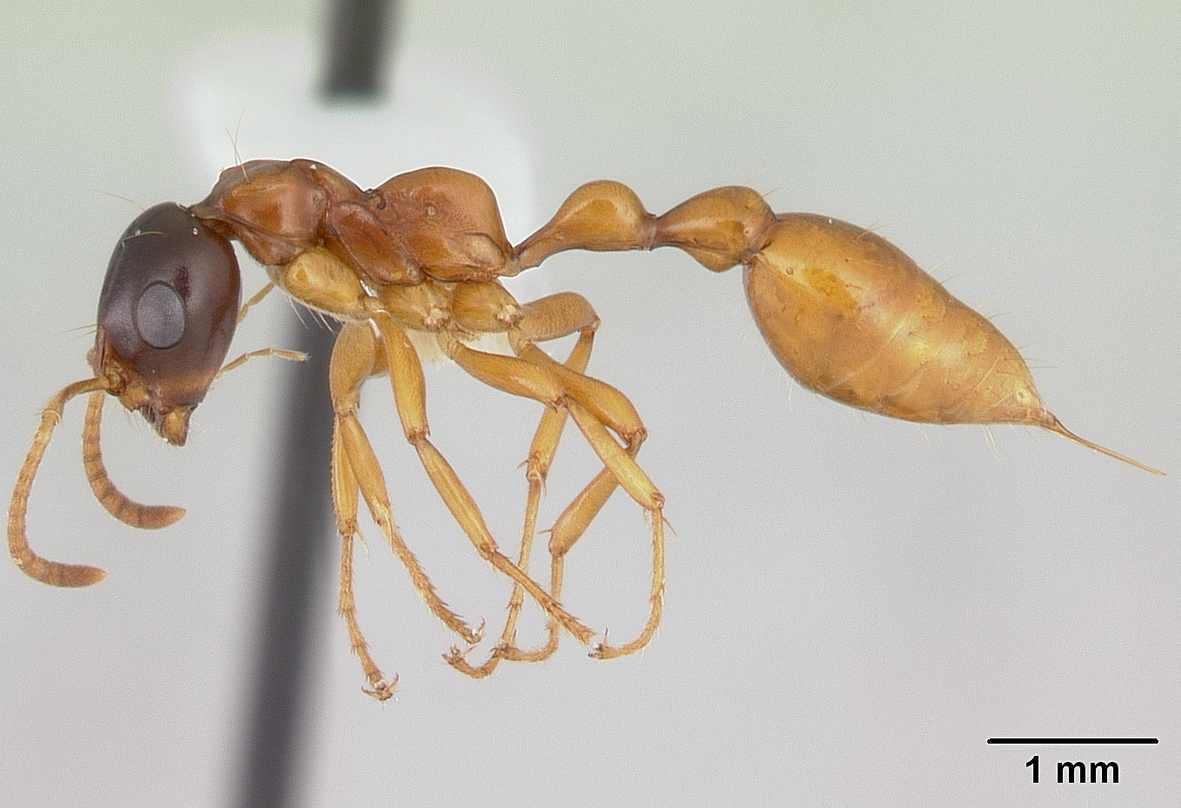
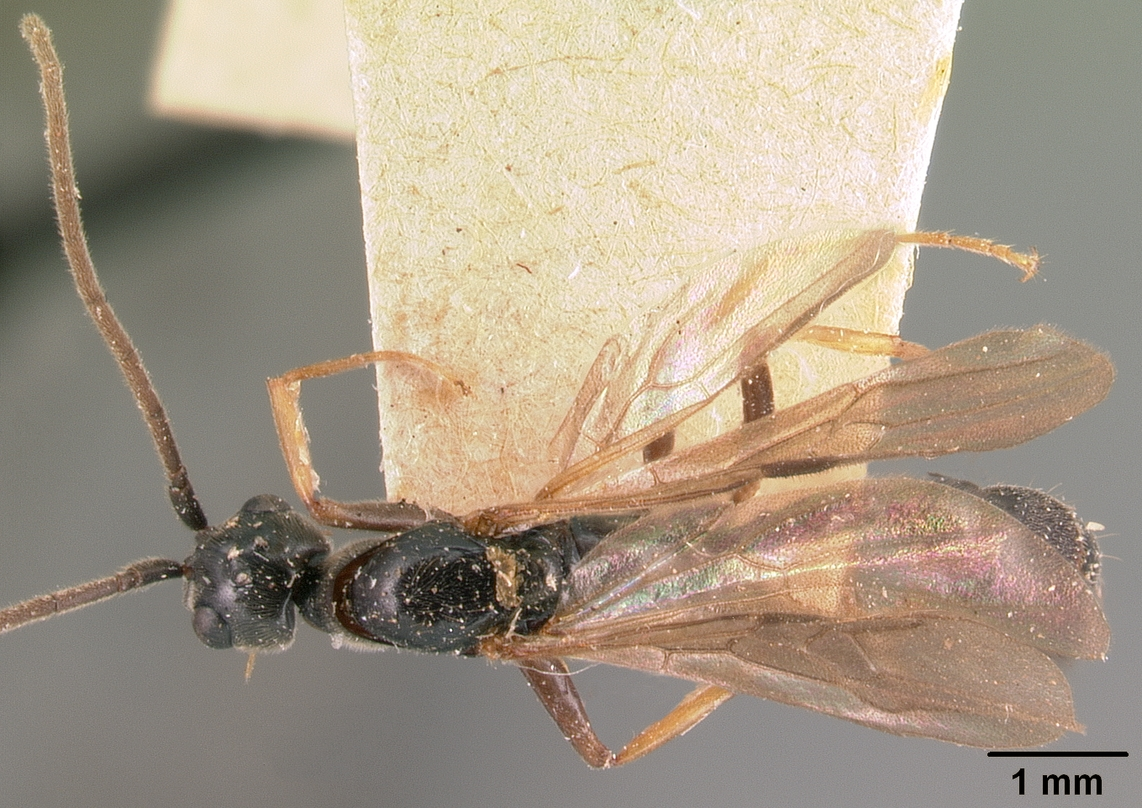
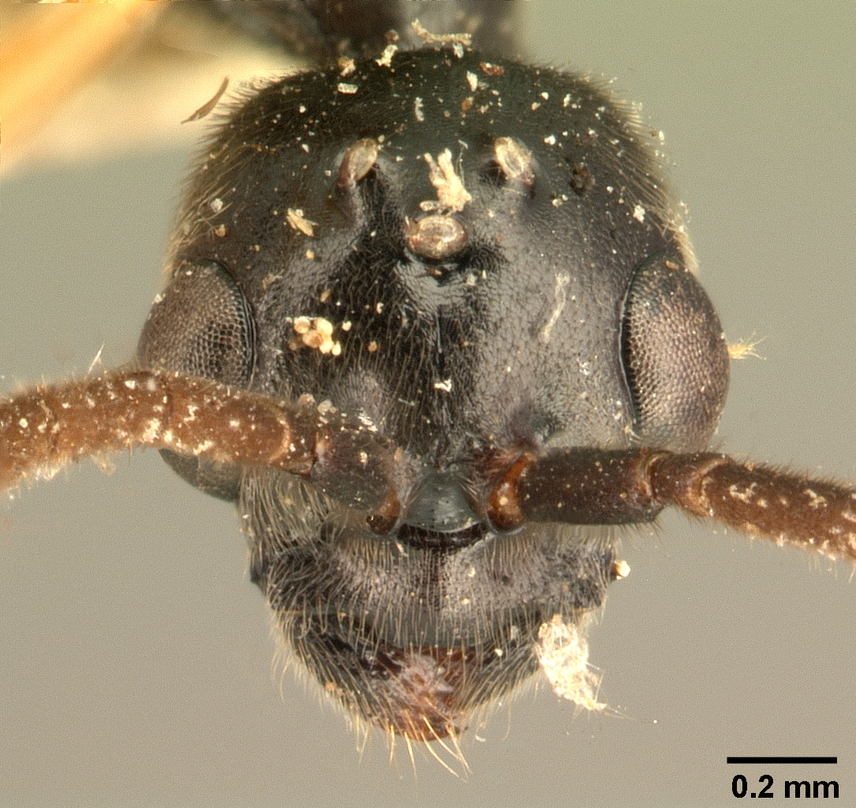